# Улица Каля Ешилор (Кишинёв)
Улица Каля Ешилор (рум. Strada Calea Ieșilor) — улица в муниципии Кишинёв (Республика Молдова), одна из главных улиц сектора Боюканы.

## История
Изначально улица называлась Скулянская дорога и вела из города Кишинёв к приграничному селу Скуляны (от которого и получила своё название). Начиналась Скулянская дорога от пересечения современных улиц М. Витязул и Митрополит Дософтей (в районе бывшего трамвайного депо города Кишинёва).
При советской власти улица получила имя Куйбышева, советского партийного деятеля и революционера. На улице построили современные здания и предприятия, в частности, обувную фабрику «Зориле» (1956), комбинат искусственных кож и резинотехнических изделий (1957).
После объявления независимисти Республикой Молдова улица Куйбышева была переименована в улицу Каля Ешилор.

## Этимология
Название Calea Ieşilor переводится с молдавского как путь/дорога (Calea) на Яссы (Ieşi) или, более литературно, Ясская дорога.

## Достопримечательности
- Канатная дорога. В 1983 году было объявлено о строительстве в Кишинёве канатной подвесной дороги от района Новые Боюканы до улицы Куйбышева. Строительство канатной дороги предполагалось завершить к шестидесятилетию образования МССР и Коммунистической партии Молдавии[5]. Канатная дорога была сдана в эксплуатацию только в 1990 году, в настоящее время законсервирована[6]. На улице Каля Ешилор, напротив парка «Ла извор» находится станция этой дороги.
- Парк «Ла извор». Был разбит рядом с окраиной города на улице Куйбышева в 1972 году. В парке имеется каскад прудов и аллея вокруг них[7]. В парке был построен ресторан «Ла извор» (архитектор Анатолий Гордеев[8]). В начале 2022 года все постройки, относившиеся к ресторану, были снесены[9].
- Памятник Михаилу Калинину. Это была работа скульптора Н. Горёнышева и архитектора Н. Запорожана. Памятник был установлен в 1977 году перед одним из корпусов комбината искусственных кож. В настоящее время демонтирован, на его месте каменные ступени[10].

## Государственные учреждения
В непосредственной близости от улицы Каля Ешилор находится городской Военный комиссариат (возле фабрики «Зориле», около городского парка «Алунелул»).

## Развлекательные заведения
На улице Каля Ешилор находятся несколько ресторанов, в том числе ресторан итальянской кухни сети «Andy’s pizza», ресторан молдавской кухни сети «La placinte». Недалеко от парка «Ла извор» находится ресторан «Гольф-клуб».

## Транспорт
По улице Каля Ешилор проходят:
- Маршруты троллейбусов

№ 5 (Троллейбусный парк № 2 — Окраина Скулянки); № 8 (Парк «Ла извор» — бульвар Траяна); № 23 (Парк «Ла извор» — Ул. И. Думенюка);  № 11 (Парк «Ла извор» — Московский бульвар).
- Маршруты автобусов № 17 (Ул. Чуфля — Посёлок Трушень), № 16 (Сельскохозяйственный институт — Город Ватра) и № 46 (Центр — посёлок Гидигич)[15].
- Маршруты маршрутного такси № 123 (Megapolis Mall — Авторынок), № 106 (Центр — Посёлок Гидигич) и другие[16].